# Cariblatta matogrossensis
Cariblatta matogrossensis är en kackerlacksart som beskrevs av Rocha e Silva och Guilherme A.M.Lopes 1975. Cariblatta matogrossensis ingår i släktet Cariblatta och familjen småkackerlackor. Inga underarter finns listade.